# Bednary (gromada)
Bednary – dawna gromada w Polskiej Rzeczypospolitej Ludowej, która istniała w latach 1954–1972.
Gromady, z gromadzkimi radami narodowymi (GRN) jako organami władzy najniższego stopnia na wsi, funkcjonowały od reformy reorganizującej administrację wiejską przeprowadzonej jesienią 1954 do momentu ich zniesienia z dniem 1 stycznia 1973, tym samym wypierając organizację gminną w latach 1954-1972.
Gromadę Bednary siedzibą GRN w Bednarach utworzono w powiecie łowickim w woj. łódzkim, na mocy uchwały nr 33/54 WRN w Łodzi z dnia 4 października 1954. W skład jednostki weszły obszary dotychczasowych gromad Bednary wieś, Bednary kolonia i Sierzchów ze zniesionej gminy Kompina oraz obszary dotychczasowych gromad Janowice, Sypień i Karolew ze zniesionej gminy Nieborów w tymże powiecie. Dla gromady ustalono 21 członków gromadzkiej rady narodowej.
Gromada przetrwała do końca 1972 roku, czyli do kolejnej reformy gminnej.